# براد فيليبس (رسام)
براد فيليبس هو فنان ورسام كندي، ولد في 1974 في تورونتو في كندا.